# Крекінг-установка Капуава
Крекінг-установка Капуава — складова частина нафтохімічного майданчика у бразильському штаті Сан-Паулу.
З 1954 року на східній околиці міста Сан-Паулу діяв нафтопереробний завод Капуава, наявність якого сприяла появі поруч першої в історії нафтохімічної промисловості країни установки парового крекінгу, яка стала до ладу в 1972-му та за два роки досягла повної потужності у 300 тисяч тонн етилену на рік. В подальшому можливості установки неодноразово підсилювались. Так, станом на середину 1990-х вона могла продукувати 360 тисяч тонн, з 1997-го — 460 тисяч тонн, а в середині 2010-х вже 700 тисяч тонн. При цьому 19 % етилену отримували внаслідок піролізу вуглеводневих газів, проте основну частку сировини традиційно становив газовий бензин. Це давало можливість одночасно продукувати інші ненасичені вуглеводні — пропілен (300 тисяч тонн), бутадієн (91 тисяча тонн) та ізобутилен (20 тисяч тонн).
Етилен та пропілен використовуються на цьому ж майданчику для полімеризації у поліетилен низької щільності та етиленвінілацетат (260 тисяч тонн), поліетилен високої щільності (230 тис. тонн) і поліпропілен (800 тисяч тонн, лінія споживає 350 тисяч тонн пропілену, виділеного фракціюванням із газів нафтопереробки). Ізобутилен необхідний для продукування поліізобутилену.
Крім того, неподалік у Санто-Андре розташований завод компанії Solvay, здатний продукувати 360 тисяч тонн мономеру вінілхлориду. Він частково — на 60 тисяч тонн — покриває свої потреби в етилені за рахунок дегідратації етанолу, проте ще більше сировини доводиться докупати в Капуаві. Ще одним споживачем в районі Сан-Пауло виступає компанія Oxiteno, котра станом на 2013 рік продукувала в Мауа 90 тисяч тонн оксиду етилену.